# Liste der Landesgartenschauen in Sachsen
Diese Liste der Landesgartenschauen in Sachsen präsentiert die Landesgartenschauen in Sachsen, die seit dem Jahr 1996 stattfinden.
| Nr. | Jahr | Bild           | Bezeichnung                                      | Ort(e) / Lage                 | Motto                              | Weitere Informationen         |
| --- | ---- | -------------- | ------------------------------------------------ | ----------------------------- | ---------------------------------- | ----------------------------- |
| 01  | 1996 |                | Landesgartenschau Lichtenstein 1996              | Lichtenstein/Sa.              | nicht bekannt                      | [ 1 ]                         |
| 02  | 1999 |                | Landesgartenschau Zittau/Olbersdorf 1999         | Zittau und Olbersdorf         | Landschaft nach dem Bergbau        |                               |
| 03  | 2002 |                | Landesgartenschau Großenhain 2002                | Großenhain                    | NaturSchauSpiel                    |                               |
| 04  | 2006 |                | Landesgartenschau Oschatz 2006                   | Oschatz                       | Hier blüht Sachsen                 |                               |
| 05  | 2009 | weitere Bilder | Landesgartenschau Reichenbach im Vogtland        | Reichenbach/Vogtland          | Sachsens grüne Mitte               |                               |
| 06  | 2012 | weitere Bilder | Landesgartenschau Löbau 2012                     | Löbau                         | Auf kurzem Weg ins Grüne           |                               |
| 07  | 2015 | weitere Bilder | Landesgartenschau Oelsnitz/Erzgeb. 2015          | Oelsnitz/Erzgeb.              | Blütenträume – Lebensräume         |                               |
| 08  | 2019 | weitere Bilder | Landesgartenschau Frankenberg 2019               | Frankenberg/Sa.               | Natürlich mittendrin               |                               |
| 09  | 2022 | weitere Bilder | Landesgartenschau Torgau 2022                    | Torgau                        | Natur, Mensch, Geschichte          |                               |
| 10  | 2027 |                | Landesgartenschau Aue-Bad Schlema 2027           | Aue-Bad Schlema               | Vom Wismutschacht zur Blütenpracht | ursprünglich für 2026 geplant |
| 11  | 2029 |                | Landesgartenschau Auerbach/Vogtl./Rodewisch 2029 | Auerbach/Vogtl. und Rodewisch |                                    |                               |